# 原巴克龍屬
原巴克龍屬（Probactrosaurus）是種早期禽龍類鴨嘴龍超科恐龍。原巴克龍生存於上白堊紀的中國。

## 發現與種

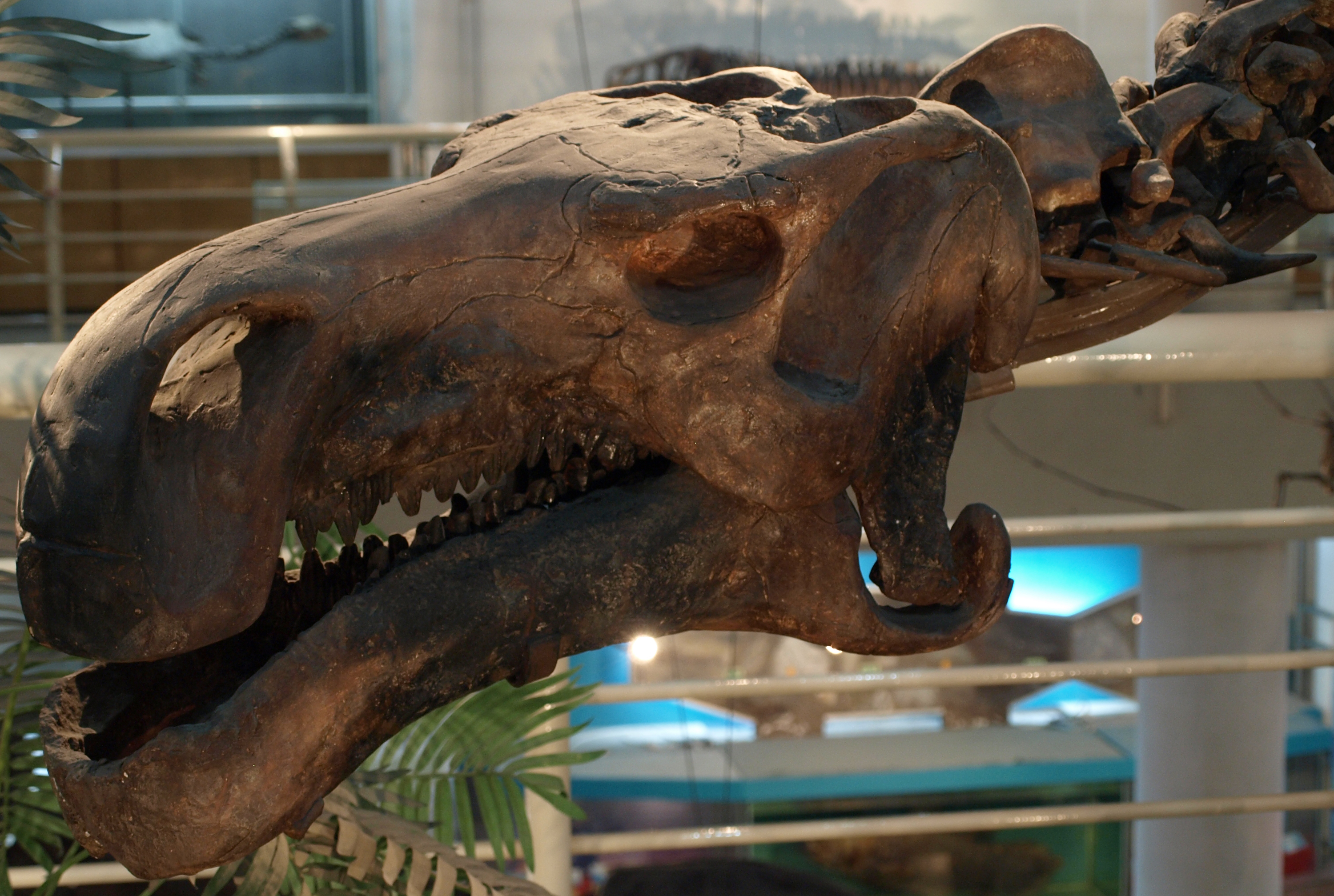
原巴克龍的頭骨 - 中國古動物博物館

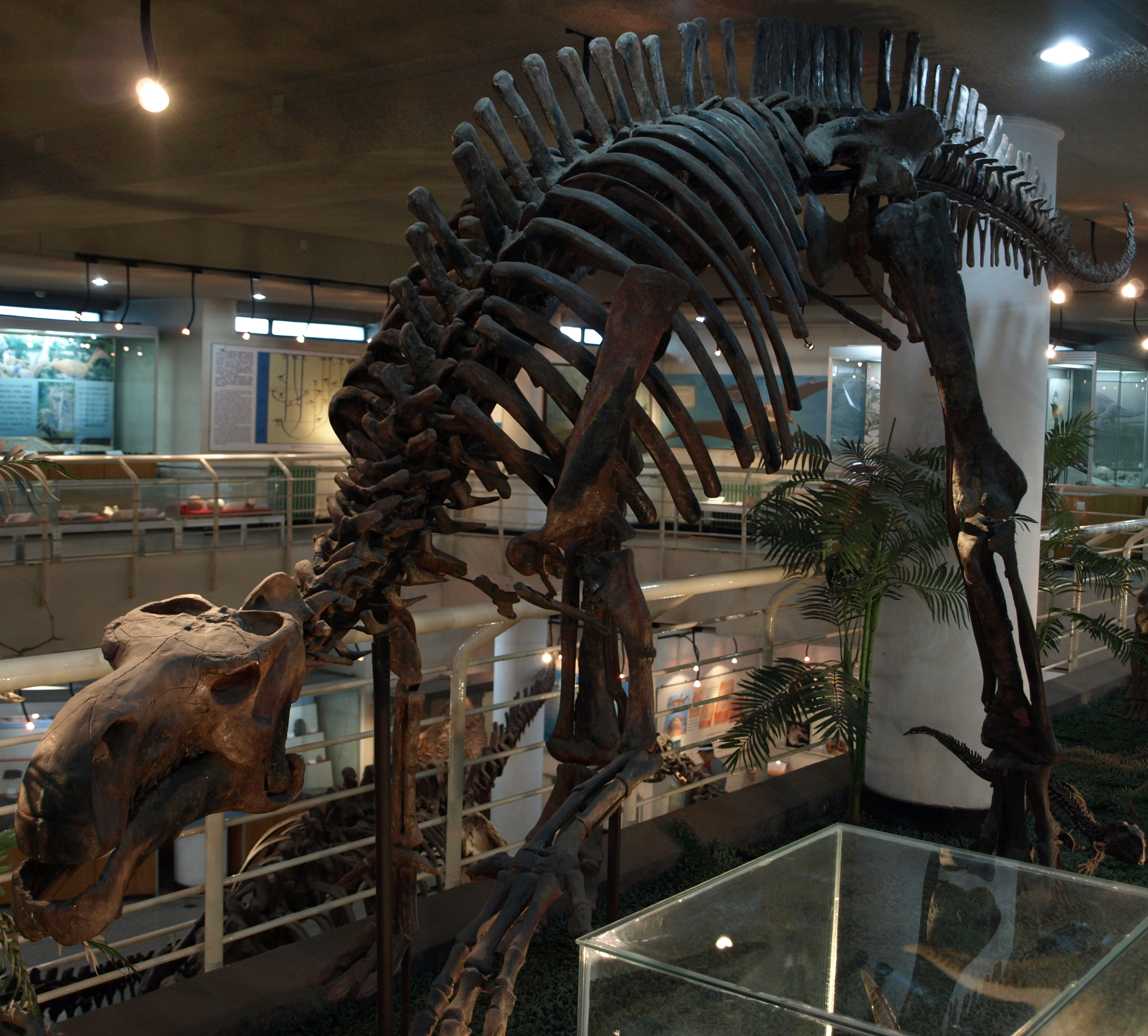
戈壁原巴克龍的骨骼

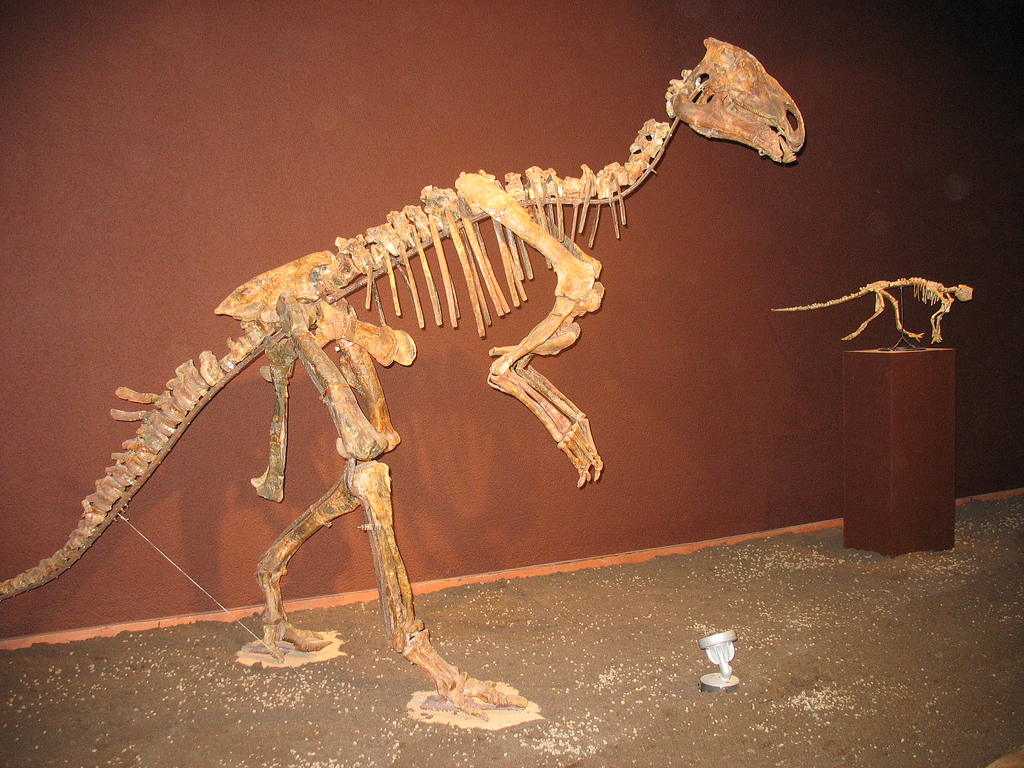
原巴克龍的骨架模型

在1959到1960年間，一個蘇聯與中國組成的挖掘團隊在中國內蒙古發現一些鳥腳類恐龍化石。模式種是戈壁原巴克龍（P. gobiensis），由蘇聯的羅特傑斯特文斯基（A. K. Rozhdestvensky）在1966年所描述、命名。屬名意為“原始的巴克龍”，因為羅特傑斯特文斯基認為這種恐龍可能是巴克龍的直系祖先，然而這個理論目前已不被接受；種名則是以戈壁沙漠為名。正模標本（編號PIN 2232/1）是一個頭顱骨與部分身體骨骼，發現於苏红图組（Suhongtu Formation），年代约1,13至1,1亿年前。除此之外，還發現另一個部分身體骨骼（編號PIN 2232-10）、以及許多零碎骨頭。
在1966年，羅特傑斯特文斯基根據零碎骨頭化石，而建立第二個種，阿拉善原巴克龍（P. alashanicus）。種名來自於鄰近的阿拉善旗。在2002年，大衛·諾曼（David B. Norman）重新研究原巴克龍，他發現阿拉善原巴克龍的正模標本，一塊頭顱骨後段，早已在莫斯科搬運到北京的過程中遺失了。大衛·諾曼根據原本研究，提出阿拉善原巴克龍、戈壁原巴克龍是同種恐龍。
在1997年，呂君昌根據在1992年發現的編號IVPP V.11333標本，命名第三個種「馬鬃山原巴克龍」（P. mazongshanensis），種名是以甘肅省馬鬃山為名。但學界的看法是，「馬鬃山原巴克龍」是馬鬃龍、高吻龍的近親，與原巴克龍的關係較遠，因此被科學文獻標名為「"Probactrosaurus" mazongshanensis」或「?Probactrosaurus mazongshanensis」。後來有學者依發現地區公婆泉盆地將其命名為「馬鬃山公婆泉龍」（Gongpoquansaurus mazongshanensis），但被視為一個無資格名稱；直到2014年，才由中國與美國的古生物學家尤海魯、李大慶及 Peter Dodson 共同重新描述並發表，而使「馬鬃山原巴克龍」被歸入新屬公婆泉龍屬（Gongpoquansaurus）中。

## 古生物學
原巴克龍是植食性恐龍。根據葛瑞格利·保羅（Gregory S. Paul）在2010年的估計值，身長約5.5公尺，體重約1公噸。原巴克龍的體型較輕型，有較修長的前肢、手掌，第一指有小型指刺。原巴克龍擁有狹窄的口鼻部、修長的下頜、與多排齒系，每個齒系各有兩排平坦的頰齒、一排替換用牙齒。原巴克龍可能主要以四足方式移動，並具有一些鴨嘴龍科的常見特徵。

## 分類
羅特傑斯特文斯基最初把原巴克龍歸類於禽龍科。原巴克龍目前被視為鴨嘴龍超科的基礎型物種，並是後期鴨嘴龍科的近親。

## 外部連結
- Probactrosaurus in The Dinosaur Encyclopaedia at Dino Russ's Lair